# USS Houston (CA-30)
El USS Houston fue un crucero de la clase Northampton. Fue el segundo buque en tener ese nombre.

## Periodo de entreguerras
El Houston fue botado en 1929 y entró en servicio en 1930. Se unió a la flota del Pacífico en 1931. 
En 1934, el Houston transportó al presidente Franklin D. Roosevelt en una gira en las islas Hawái, antes de volver a San Diego a comienzos del año siguiente.

## Segunda Guerra Mundial

### Batalla del Estrecho de Makassar
Durante la batalla del estrecho de Makassar en febrero de 1942, las fuerzas aliadas estuvieron bajo constantes ataques aéreos japoneses y, durante uno de estos ataques, el Houston destruyó 4 aviones. El día 4, se le ordenó al Houston -bajo el mando del almirante holandés Karel Doorman- salir al mar, en compañía del crucero ligero USS Marblehead para contrarrestar a un convoy japonés que se dirigía a Balikpapan. El Houston recibió el impacto de 1 proyectil, el cual dejó fuera de servicio la torreta de 203 mm de popa y le obligó a retirarse de la batalla.

### Batalla del Mar de Java
La tarde del 27 de febrero de 1942, el Houston en compañía de los cruceros HMAS Perth, HMS Exeter, HNLMS Java y HNLMS De Ruyter y 10 destructores salieron al mar para enfrentarse contra las fuerzas del almirante Takeo Takagi, compuestas de 13 destructores y 3 cruceros. El Houston, el Exeter y el Java se acercaron hacia el enemigo.
Como los destructores japoneses tendieron cortinas de humo químico, los cruceros de ambos bandos abrieron fuego al enemigo. Tras un infructuoso ataque con torpedos, los buques japoneses lanzaron un ataque mixto de cañón y torpedo, hundiendo al destructor HNLMS Kortenaer. El HMS Exeter y el destructor HMS Electra recibieron impactos de proyectil, hundiéndose posteriormente. A las 5:30 de la tarde, el almirante Doorman fue transferido del Houston al Java. Posteriormente, el Houston lanzó un ataque de torpedo y de cañón contra los buques japoneses, sin lograr ningún impacto y recibiendo el mismo el impacto de 1 proyectil. Tras haber sufrido graves perdidas, las fuerzas de Doorman se retiraron y se le dio al Houston la orden de retirarse a Batavia. Esa misma noche, el Java fue blanco de un torpedo del crucero pesado Nachi, se partió en 2 y se hundió, muriendo todos los tripulantes, entre ellos Doorman. 
Finalmente el Houston, el Perth y el destructor holandés HNLMS Evertsen avanzaron en dirección sur.

### Batalla del Estrecho de la Sonda
La noche del 28 de febrero de 1942, el día después de la batalla del mar de Java, el Houston, el Perth y el Evertsen partieron hacia la Bahía de Banten, sin saber que les estaba esperando una enorme fuerza de invasión japonesa. Los 3 barcos fueron divisados por el destructor Fubuki, que disparó 9 torpedos de los cuales ninguno dio en el blanco. Posteriormente, se acercaron los cruceros pesados Mogami y Mikuma y abrieron fuego. A las 12:26 de la noche, el Perth se hundió tras haber sido blanco de 4 torpedos y 7 proyectiles; el Evertsen se hundió 20 minutos más tarde, después de recibir el impacto de 2 torpedos. 
A la 1:17 de la mañana, el Houston fue impactado por 1 torpedo y 2 proyectiles, y se escoró a babor. Posteriormente, el Mikuma disparó 3 proyectiles que impactaron en la sala de calderas y mataron a todos los tripulantes que estaban ahí, reduciendo la velocidad del Houston de 33 a 24 nudos. A la 1:20, el  Mogami lanzó 6 proyectiles, de los cuales 3 impactaron en pleno centro y causaron un incendio, y los otros 3 perforaron la cubierta y explotaron en el cuarto de munición: como este último impacto prendió la munición, el control de daños del Houston tuvo que inundar esta sala para evitar que la munición explotara, sin embargo dada la cantidad de agua que se bombeó, al Houston le entraron 1800 toneladas de agua en el casco, de modo que su escora se aumentó de forma considerable, además de que la munición de 203 mm empezó a agotarse. 
Inmediatamente 2 minutos después, 3 proyectiles impactaron en la cubierta e hicieron estallar 7 proyectiles de 203 mm que se estaban transportando hacia la torre de popa, aumentándose de este modo el ya abrasador incendio que consumía la cubierta del Houston. Como el Houston ya estaba escorándose peligrosamente y estaba ardiendo, el capitán Albert H. Rooks dio la orden de abandonar el barco, pero a la 1:25, el Mikuma lanzó 3 proyectiles que explotaron en el puente del Houston y mataron a todos los que se encontraban allí, incluyendo a Rooks. Entonces asumió el mando el oficial David Roberts, quien, en sustitución de Rooks, canceló la última orden de este, pues consideraba que el Houston solo se había hundido parcialmente y que podía seguir luchando. Posteriormente los japoneses lanzaron bengalas, pero iluminaron a sus propios buques, lo cual le dio al Houston la posibilidad de alcanzar a 3 destructores y hundir a 1 dragaminas y a 2 transportes. A la 1:28, el Houston recibió el impacto de 4 proyectiles, que arrancaron el palo mayor, y de 2 torpedos. A la 1:32, Roberts se quedó sin munición y ordenó que el Houston disparara los 3 torpedos que aún le quedaban, los cuales, sin embargo, impactaron en 2 de los transportes y los hundieron. Finalmente a la 1:33, ya sin más munición que le quedara, Roberts ordenó que abandonaran la nave y que abrieran las válvulas de mar y los compartimentos, para así asegurarse de que el Houston se hundiría y no caería en manos del enemigo. 2 minutos más tarde, el Houston volcó y se hundió.
En total, de los 1061 marineros a bordo del Houston, sólo 367 sobrevivieron.